# SAF Tehnika
SAF Tehnika – łotewskie przedsiębiorstwo z branży sprzętu telekomunikacyjnego z główną siedzibą w Rydze, projektant, producent i dystrybutor sprzętu do mikrofalowego przesyłu danych. Oferuje sprzęt do radiowego dosyłu danych (budowy łączy dosyłowych, ang. backhaul). Spółka giełdowa notowana na ryskiej giełdzie papierów wartościowych (NASDAQ Ryga).
Spółka została założona pod koniec 1999 roku i posiadała dziesięciu pracowników. W 2004 roku SAF Tehnika przejęła szwedzką spółkę Viking Microwave AB i przemianowała ją na SAF Tehnika Sweden AB oraz przeprowadziła pierwszą ofertę publiczną. Dwa lata później firma osiągnęła 160 pracowników. W 2008 roku doszło do wykupu menadżerskiego szwedzkiej spółki-córki i powstał Trebax AB.
W roku księgowym 2017 (lipiec 2016 – czerwiec 2017) spółka osiągnęła przychód 17,04 mln EUR przy dochodzie brutto 7,26 mln EUR i zyskach netto 1,75 mln EUR.